# Otocinclus
Genre
Le genre Otocinclus regroupe plusieurs espèces de poissons d'eau douce de la famille des Loricariidae et originaires d'Amérique du Sud (Brésil, Paraguay).
Ils sont relativement petits (3 à 6 cm environ) et sont appréciés des aquariophiles car ils débarrassent partiellement l'aquarium de ses algues tout en restant de petite taille par rapport aux autres genres de Loricariidae connus depuis plus longtemps.
L'otocinclus est un poisson idéal pour les bacs de bouturage de plantes aquatiques. En effet il se nourrit des algues se développant dans ces bacs spécifiques, mais pas seulement : il diffuse du CO2 indispensable pour les plantes et il entretient les plantes. Il peut également se plaire dans de multiples tailles d'aquarium (de 20 litres à 900 litres) mais à partir de 50 litres, il devient grégaire et il faut donc en mettre plusieurs.

## Liste des espèces
Selon World Register of Marine Species (28 octobre 2017) :
- Otocinclus arnoldi Regan, 1909
- Otocinclus batmani Lehmann A., 2006
- Otocinclus bororo Schaefer, 1997
- Otocinclus caxarari Schaefer, 1997
- Otocinclus cocama Reis, 2004
- Otocinclus flexilis Cope, 1894
- Otocinclus hasemani Steindachner, 1915
- Otocinclus hoppei Miranda Ribeiro, 1939
- Otocinclus huaorani Schaefer, 1997
- Otocinclus macrospilus Eigenmann & Allen, 1942
- Otocinclus mangaba Lehmann A., Mayer & Reis, 2010
- Otocinclus mariae Fowler, 1940
- Otocinclus mimulus Axenrot & Kullander, 2003
- Otocinclus mura Schaefer, 1997
- Otocinclus tapirape Britto & Moreira, 2002
- Otocinclus vestitus Cope, 1872
- Otocinclus vittatus Regan, 1904
- Otocinclus xakriaba Schaefer, 1997